# Amphoe Phanom Thuan
Phanom Thuan (พนมทวน) est un district (Amphoe) situé dans la province de Kanchanaburi, dans l'ouest de la Thaïlande.
Le district est divisé en 8 tambon et 103 muban. Il comprenait près de 52 000 habitants en 2008.